# ورین جراشن
ورین جراشن (به ارمنی: Վերին Ջրաշեն) یک روستا در ارمنستان است که در استان کوتایک واقع شده‌است.  در  کیلومتری شمال هرازدان، مرکز استان کوتایک واقع شده است.